# Petr Bakla
Petr Bakla (24. ledna 1980 Praha) je český hudební skladatel.

## Život
Petr Bakla se narodil v roce 1980 v Praze. Po studiích na gymnáziu studoval nějaký čas sociologii, posléze přešel na Hudební fakultu AMU, kde vystudoval hudební teorii. Pokud jde o kompozici, neprošel obvyklým formálním studiem, ale hledá si vlastní cesty.
„Ve svých skladbách využívá základních, schematizovaných hudebních útvarů, jako jsou například standardní stupnice či akordy. Zajímají ho situace, ve kterých se tato „ještě-ne-hudba" stává „už-hudbou", vyhledává polohy a souvislosti, v nichž zdánlivě banální a prázdné útvary mohou nabývat zvláštní expresivity a energie.“.
Baklovy skladby jsou uváděny dosud především v zahraničí (Německo, Rakousko, Švýcarsko, Španělsko, Itálie, Francie, Polsko, Nizozemsko, USA).

## Dílo (výběr)
- TAPE HORN, soundtrack (2003)
- Vrchdolí pro nižší ženský hlas (2004)
- Dechový kvintet (2005)
- Příhody starého zálesáka (2005)
- Marimba Is a Wooden Scale pro dva hráče (2006)
- For Eduard Herzog pro violoncello a klavír (2006)
- Waft pro tenor saxofon a klavír (2006/2007)
- Melody and Accompaniment (Scales, Octaves, Repetitions IV) pro klavír (2007)
- Uniplanar consort pro 4 dechové nástroje (2007)
- Secondary Walking - nocturno pro kontrabas (2008)
- Smyčcové trio (2008)
- Slide pro trombón (2008)
- Scales, Ocatves, Repetitions VII (2009)
- Material and Dreams pro ansámbl 17 hudebníků (2009)
- First comes the obvious opening gesture, but then the plot thickens, and the sweet background music is not what really matters here (2010)
- Serenade pro ansámbl 12 hudebníků (2010)